# Gai Fulvi Quiet
Gai Fulvi Quiet (en llatí Caius Fulvius Quietus) va ser un dels usurpadors del tron imperial romà coneguts com els Trenta Tirans, que figura a la llista de Trebel·li Pol·lió inclosa a la Historia Augusta.
Era un dels dos fills del general Tit Fulvi Macrià (conegut per Macrià Major) militar que es va proclamar emperador després que Valerià I caigués presoner dels perses. El seu pare el va associar al tron ensems amb el seu germà Tit Fulvi Macrià, conegut com a Macrià Menor, i li va confiar el govern d'Orient mentre ells marxaven a Itàlia.
Quan va saber la mort del pare i del germà, que a la frontera entre Tràcia i Il·líria es van trobar amb les forces dirigides per Aureol l'any 262, es va refugiar a Emesa on va ser capturat i executat per Odenat de Palmira aquell mateix any. L'historiador romà d'Orient Joan Zonaràs l'anomena Quint Fulvi Quiet.